# 高輝度光科学研究センター
公益財団法人高輝度光科学研究センター(こうきどひかりかがくけんきゅうセンター、Japan Synchrotron Radiation Research Institute; JASRI) は兵庫県佐用郡佐用町に本拠を置く、放射光施設の管理・利用支援を行う公益財団法人である。

## 概要
この法人は、我が国内外に広く開かれた研究機関として、高輝度放射光をはじめとする量子ビームの技術及びその利用に係る科学技術（以下「量子ビーム科学」という。）に関する研究開発を行うとともに、大型放射光施設「SPring-8」などの先端の研究施設等（以下「先端研究施設等」という。）を管理運営し、その利用を促進すること等により、当該分野に関する科学技術の発展と産業の振興を図り、もって人類の持続的発展及び福祉の増進に寄与することを目的とする。(定款第3条)
SPring-8の管理運営・供用を行うために兵庫県および96社1団体による66億円の出捐により1990年に設立され、1994年に「特定放射光施設の共用の促進に関する法律」に基づく放射光利用促進機構に指定され、2007年、特定先端大型研究施設の共用の促進に関する法律への改正により登録施設利用促進機関に指定される。
理化学研究所の運営するSPring-8の管理運営受託を行う他、施設の一部を共用するSACLAの登録施設利用促進機関、そして東北大学青葉山新キャンパスに建設された量子科学技術研究開発機構の運営するナノテラスの登録施設利用促進機関としての役割を担う。